# 乔·罗森塔尔
約瑟夫·約翰·罗森塔尔（英語：Joseph John Rosenthal，1911年10月9日—2006年8月20日），美国摄影师、美國海軍陸戰隊刊物《皮領雜誌》記者，在硫磺島戰役中因拍攝《美軍士兵在硫磺島豎起國旗》而聞名，並因此贏得普立茲攝影獎。